# Strongylocentrotus franciscanus

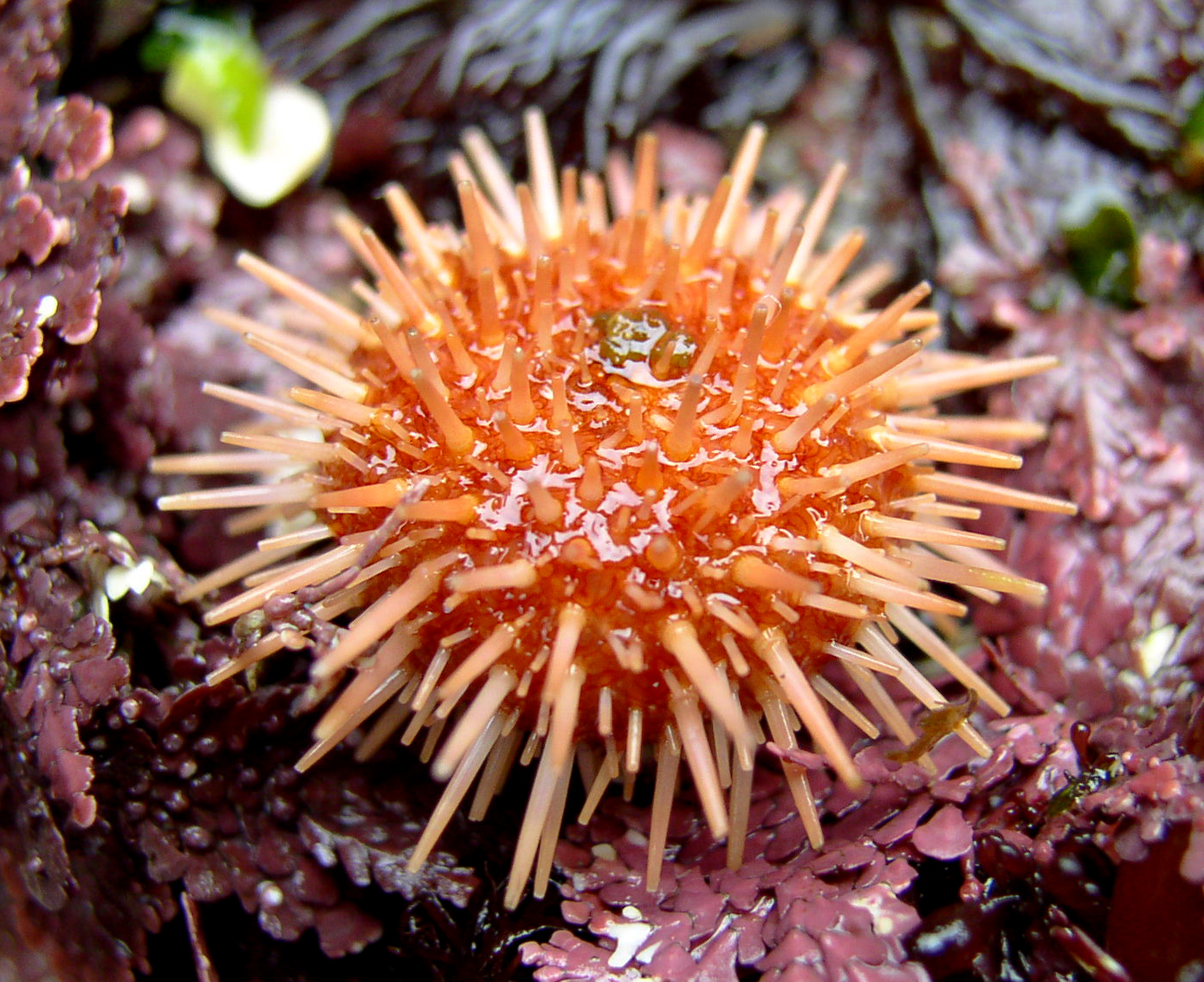
Juvenil de S. franciscanus (Cape Flattery, WA), com cerca de 1,5 cm de diâmetro.

Strongylocentrotus franciscanus Alexander Emanuel Agassiz, 1863 é uma espécie de ouriços-do-mar da família Strongylocentrotidae com distribuição natural no nordeste do Oceano Pacífico, desde o Alaska à Baja California. Habita as águas costeiras, desde a linha de baixa-mar até aos 90 m de profundidade, preferindo habitats rochosos em áreas abrigadas da acção directa das ondas. Não é conhecida qualquer subespécie.

## Galeria

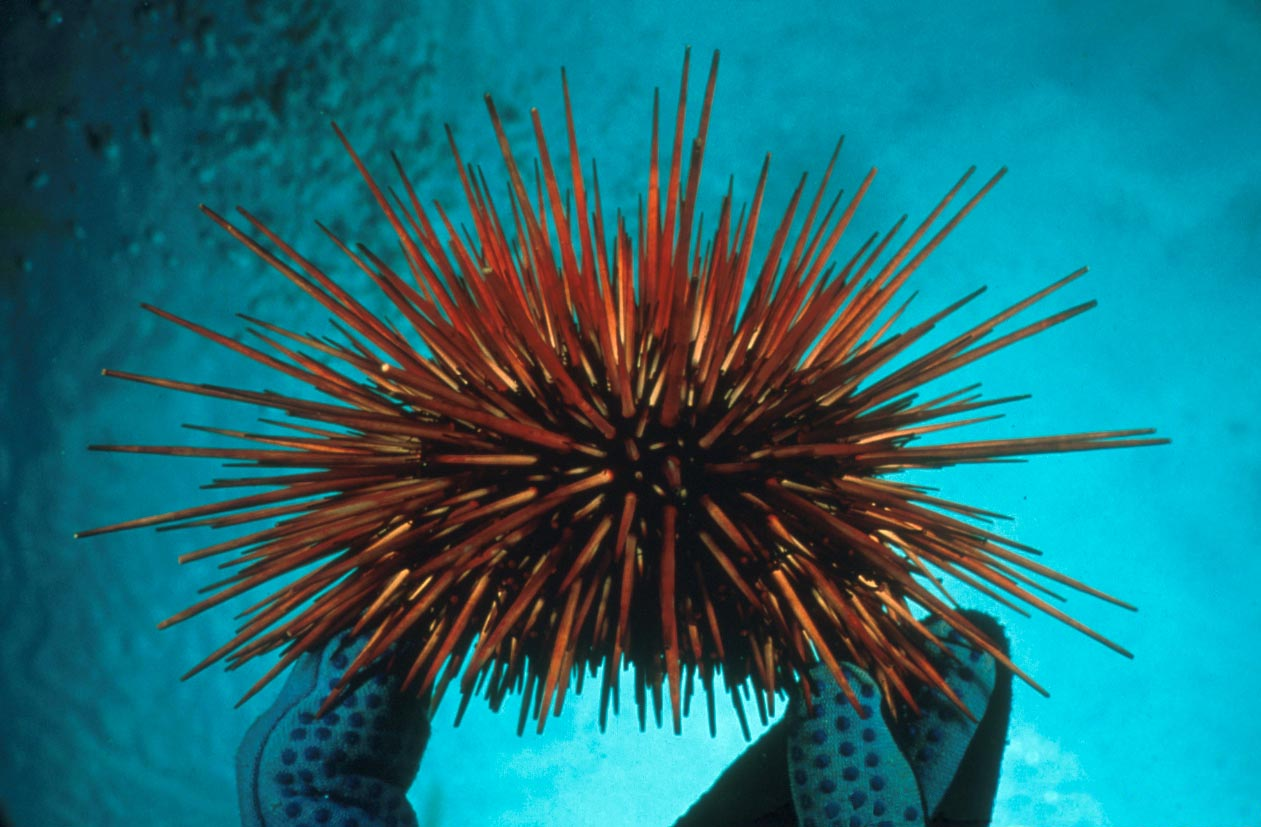
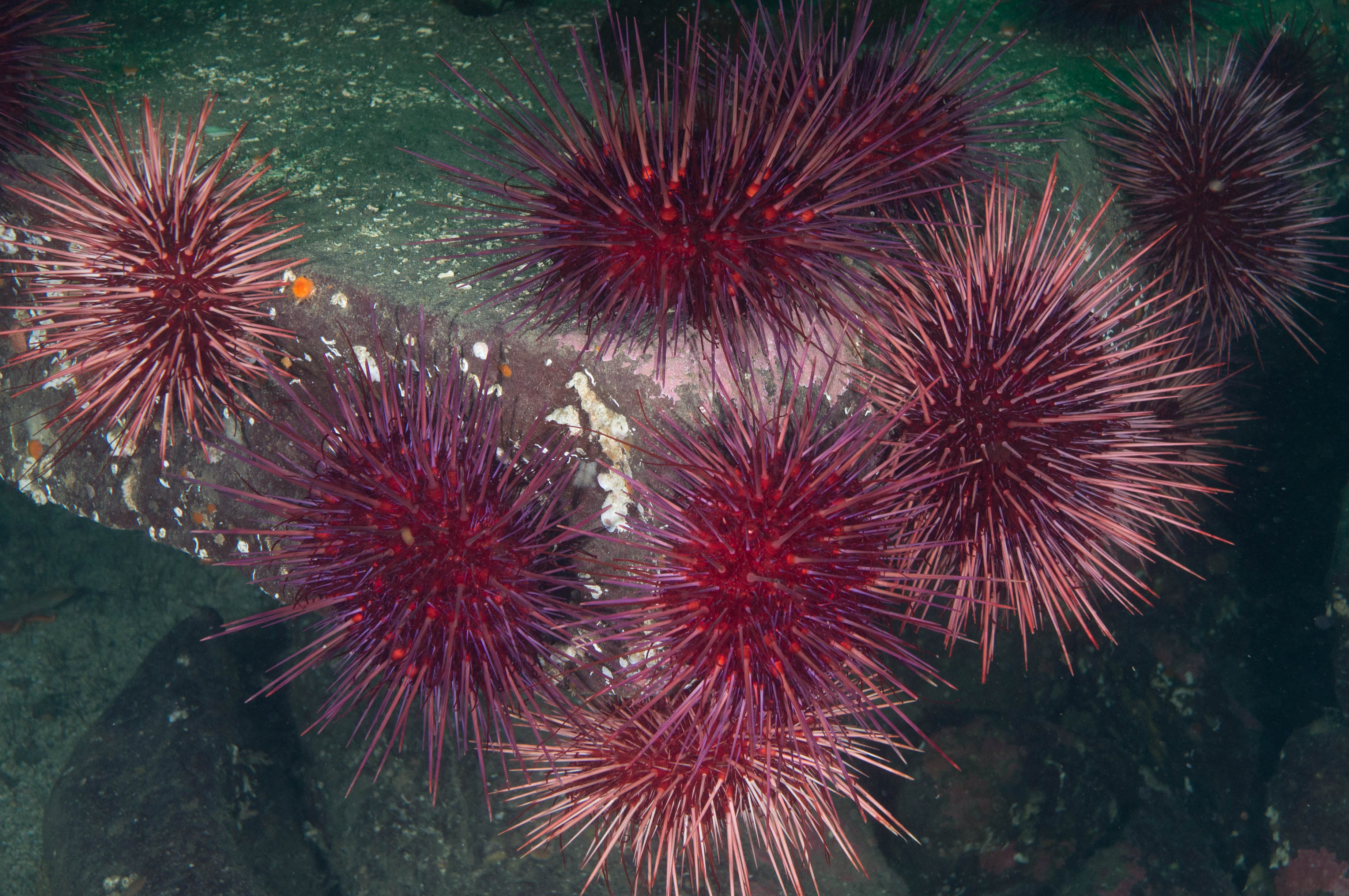
Grupo de ouriços (Canadá).
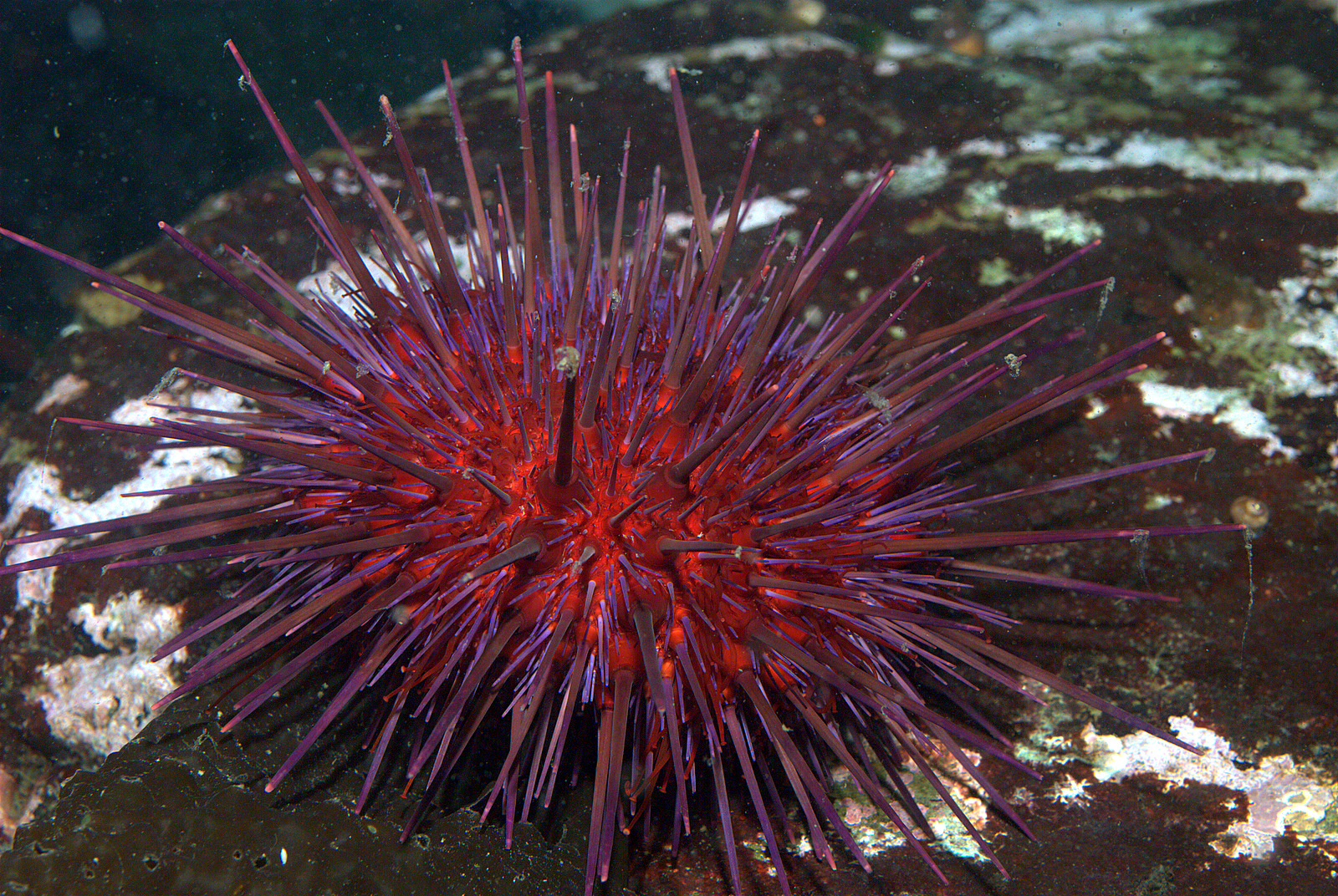
Espécime fotografado no Canadá.
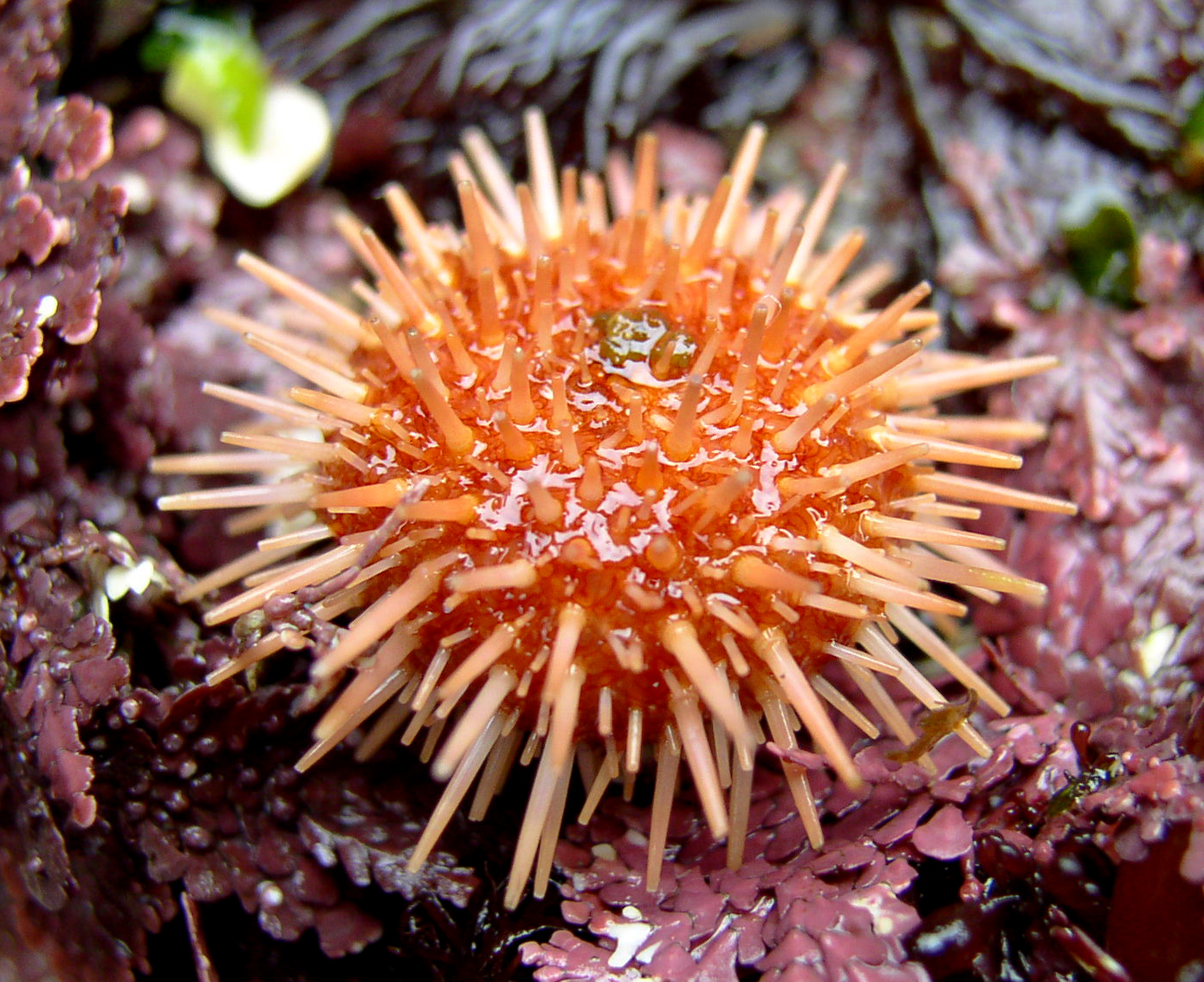
Juvenil.